# 斜齿藓属
斜齿藓属（学名：Mesonodon），是绢藓科下的一个属。

## 下属物种
- 黄色斜齿藓 Mesonodon flavescens W. R. Buck, 1980
- Mesonodon regnellianus W. R. Buck, 1980